# Villa de Gemmis
Villa de Gemmis è una villa quattrocentesca nelle immediate vicinanze di Terlizzi.

## Storia
Fu costruita dal Conte Normanno Goffredo sulle rovine di una chiesa e di un insediamento monastico dell'XI secolo dedicato a San Giuliano martire.
Passata alla Nobile famiglia della Mura e quindi nel XVI secolo ai Baroni de Gemmis fu abitata nel Settecento dal Vescovo di Melfi e Rapolla Mons. Gioacchino de Gemmis che vi si rifugiò con tre suoi discepoli, Luca de Samuele Cagnazzi, Vitangelo Bisceglia e Michele Continisi al tempo della restaurazione borbonica.
Sopra il pilastro della cancellata d'ingresso alla villa una lapide marmorea ricorda Mons. de Gemmis e i letterati che lo seguirono
L'ing. Gennaro de Gemmis nella prima metà del Novecento la ristrutturò.
In essa, negli anni del Secondo Conflitto Mondiale, il Barone sistemò la sua raccolta archivistica, quella che costituirà la Biblioteca de Gemmis.

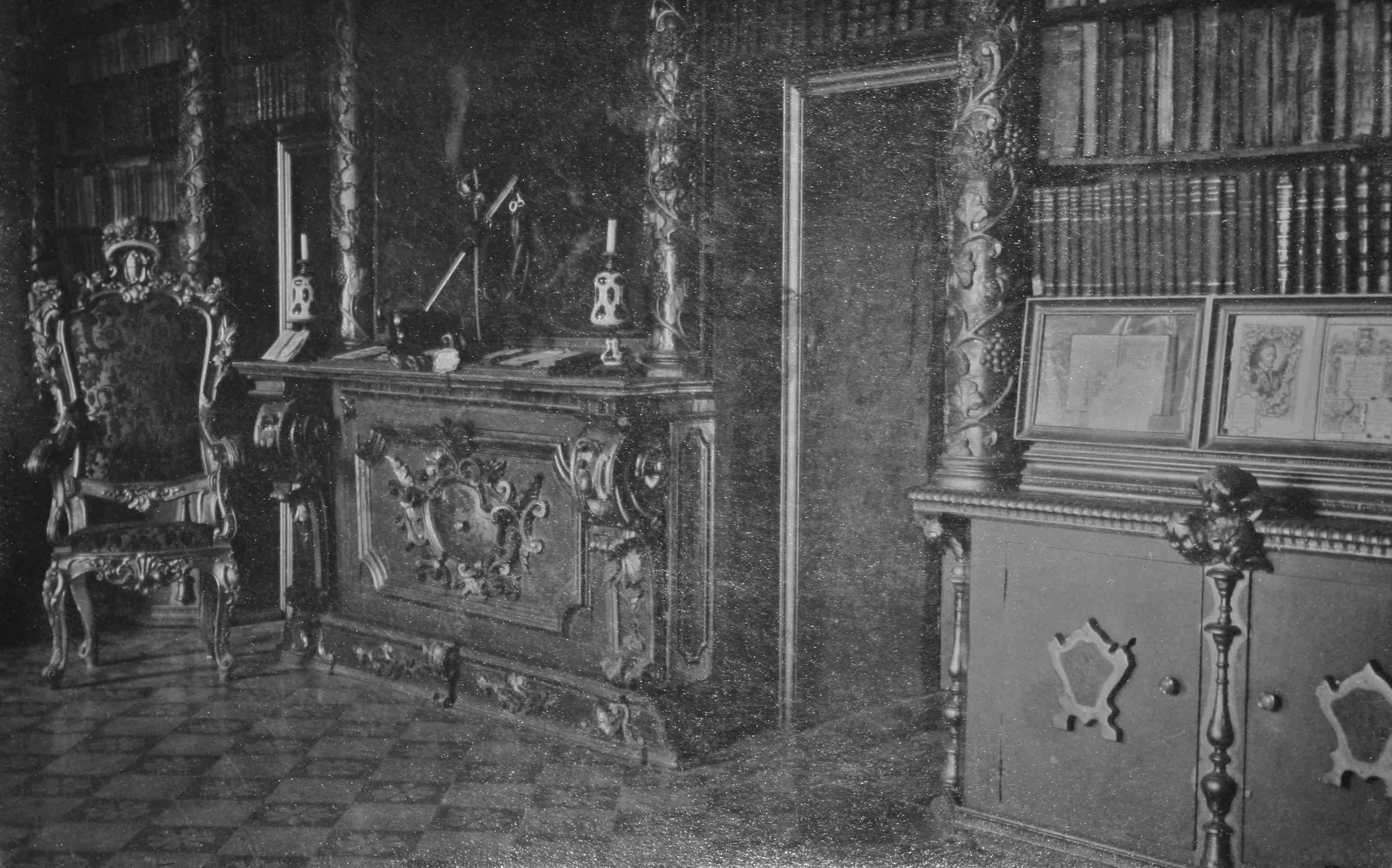
Arredi di Villa de Gemmis

Da molti locali fu conosciuta come “Villa dei Porci” a causa delle statue rappresentanti scrofe poste a lato di uno dei viali di accesso. Ogni scultura, chiamata "scrofosfinge" e voluta dall'ingegnere, presentava una lapide marmorea con scritte sarcastiche e acute che colpivano l'attenzione dei visitatori.
Nel 1950 donò il suo patrimonio alla Provincia di Bari.
Dal 1960 le raccolte cartacee della Villa costituiscono a Bari la Biblioteca de Gemmis e dal 1989 la villa è sede dell'Istituto Professionale per l'Agricoltura Gennaro de Gemmis.

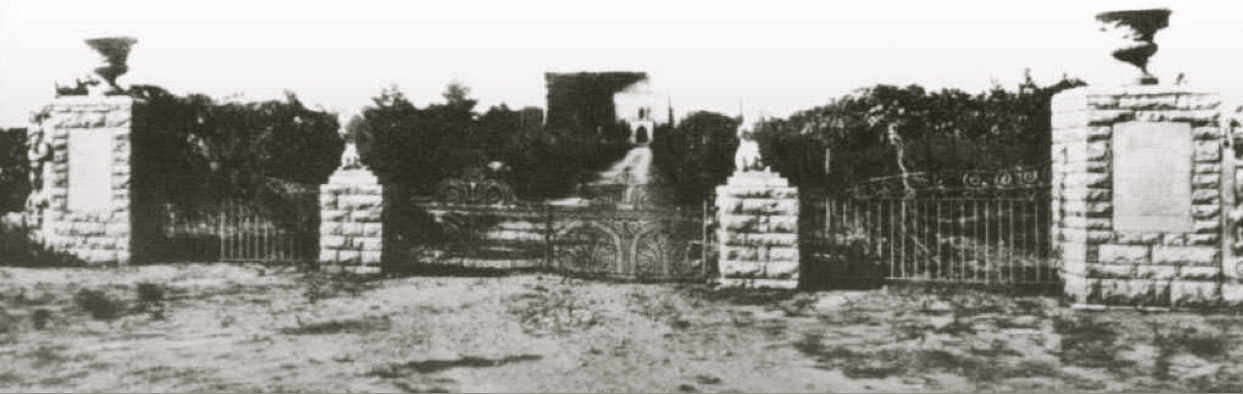
Villa de Gemmis